# Speca
Speca (Spiral-host Episodic radio galaxy tracing Cluster Accretion) – unikatowa radiogalaktyka odległa o ok. 1,7 mld lat świetlnych od Ziemi. Jest to druga znana galaktyka spiralna z dżetami.